# 柳条省藤
柳条省藤（学名：Calamus viminalis）为棕榈科省藤属下的一个种。

## 扩展阅读
- 維基物種上的相關：柳条省藤